# All-Ireland Senior Football Championship 1943
L'All-Ireland Senior Football Championship 1943 fu l'edizione numero 57 del principale torneo di calcio gaelico irlandese. Roscommon batté in finale Cavan, dopo replay, ottenendo la prima vittoria della sua storia.

## Semifinali
| Dublino 8 agosto 1943 | Roscommon | 3-10 – 3-06 | Louth | Croke Park (18347 spett.) |

| Dublino 15 agosto 1943 | Cavan | 1-08 – 1-07 | Cork | Croke Park (30322 spett.) |

### Finale
| Dublino 26 settembre 1943, ore 15:30 BST | Roscommon | 1-06 – 1-06 | Cavan | Croke Park (68032 spett.) |

| Dublino 10 ottobre 1943, ore 15:30 BST | Roscommon | 2-07 – 2-02 | Cavan | Croke Park (47193 spett.) |